# Oursinit
Oursinit ist ein sehr selten vorkommendes Mineral aus der Mineralklasse der „Silikate und Germanate“ mit der idealisierten chemischen Zusammensetzung Co[UO2|SiO3OH]2·6H2O und damit chemisch gesehen ein wasserhaltiges Cobalt-Uranyl-Silikat mit zusätzlichen Hydroxidionen.
Oursinit kristallisiert im orthorhombischen Kristallsystem und entwickelt bis zu einem Millimeter lange, parallel der c-Achse gestreckt-nadelige Kristalle, die meist zu radialstrahligen Mineral-Aggregaten verbunden sind. Die durchsichtigen bis durchscheinenden Kristalle sind von hellgelber bis gelblichweißer Farbe und zeigen auf den Oberflächen einen glasähnlichen Glanz.

## Etymologie und Geschichte
Erstmals entdeckt wurde Oursinit zufällig bei der Untersuchung von Lepersonnitproben in der Shinkolobwe Mine, einem Uran- und Cobalt-Bergwerk in der Provinz Haut-Katanga der Demokratischen Republik Kongo, das in der Zeit der Entdeckung 1982 noch als Zaire (französisch: Zaïre) bekannt war. Die Analyse und Erstbeschreibung erfolgte durch Michel Deliens und Paul Piret, die das Mineral aufgrund seiner bevorzugt auftretenden radialstrahligen Aggregatform nach dem französischen Wort für Seeigel (Oursin) als Oursinit bezeichneten.
Die Untersuchungsergebnisse und der gewählte Name wurde zur Prüfung bei der International Mineralogical Association eingereicht (interne Eingangs-Nr. der IMA 1982-051), die den Oursinit als eigenständige Mineralart anerkannte. Die Publikation der Erstbeschreibung erfolgte ein Jahr später im französischen Fachmagazin Bulletin de Minéralogie.
Das Typmaterial des Minerals wird im Königlichen Museum für Zentralafrika der belgischen Gemeinde Tervuren unter Katalognummer RGM1321 aufbewahrt.

## Klassifikation
Da der Oursinit erst 1982 als eigenständiges Mineral anerkannt und dies erst 1983 publiziert wurde, ist er in der seit 1977 veralteten 8. Auflage der Mineralsystematik nach Strunz noch nicht verzeichnet. Einzig im Lapis-Mineralienverzeichnis nach Stefan Weiß, das sich aus Rücksicht auf private Sammler und institutionelle Sammlungen noch nach dieser alten Form der Systematik von Karl Hugo Strunz richtet, erhielt das Mineral die System- und Mineral-Nr. VIII/B.34-30. In der „Lapis-Systematik“ entspricht dies der Mineralklasse der „Silikate und Germanate“ und dort der Abteilung „Inselsilikate mit tetraederfremden Anionen“, wobei in den Gruppen VIII/B.34 bis 38 die Uranyl-Inselsilikate mit [UO2]2+-[SiO4]4− und Verwandte einsortiert sind. Oursinit bildet hier zusammen mit Boltwoodit, Cuprosklodowskit, Kasolit, Natroboltwoodit, Sklodowskit, Uranophan und Parauranophan (Uranophan-β) eine eigenständige, aber unbenannte Gruppe (Stand 2018).
Die seit 2001 gültige und von der IMA bis 2009 aktualisierte 9. Auflage der Strunz’schen Mineralsystematik ordnet den Oursinit ebenfalls in die Abteilung der „Inselsilikate (Nesosilikate)“ ein. Diese ist allerdings weiter unterteilt nach der möglichen Anwesenheit zusätzlicher Anionen und der Koordination der beteiligten Kationen oder den in der Verbindung vorherrschenden Anionenkomplexen, so dass das Mineral entsprechend seiner Zusammensetzung in der Unterabteilung „Uranyl-Insel- und Polysilikate“ (U : Si = 1 : 1) zu finden ist, wo es zusammen mit Sklodowskit und Cuprosklodowskit die „Sklodowskit-Cuprosklodowskit-Gruppe“ mit der System-Nr. 9.AK.10 bildet.
Auch die vorwiegend im englischen Sprachraum gebräuchliche Systematik der Minerale nach Dana ordnet den Oursinit in die Klasse der „Silikate und Germanate“ und dort in die Abteilung der „Inselsilikate: SiO4-Gruppen und andere Anionen komplexer Kationen“ ein. Hier ist er zusammen mit Boltwoodit, Kasolit, Natroboltwoodit, Sklodowskit, Swamboit-(Nd), Uranophan und Parauranophan in der „Uranophangruppe“ mit der System-Nr. 53.03.01 innerhalb der Unterabteilung „Inselsilikate: SiO4-Gruppen und andere Anionen komplexer Kationen mit (UO2)“ zu finden.

## Chemismus
In der idealisierten (theoretischen) Zusammensetzung von Ousinit mit der von der IMA anerkannten Formel Co(UO2)2(SiO3OH)2·6H2O besteht das Mineral pro Formeleinheit aus einem Cobaltion (Co), zwei Uranylionen (UO2), je zwei SiO3- und OH-Molekülen sowie sechs Wassermolekülen (H2O). Dies entspricht einem Massenanteil (Gewichts-%) der einzelnen Atome von 53,29 Gew.-% U, 32,24 Gew.-% O, 6,60 Gew.-% Co, 6,29 Gew.-% Si und 1,58 Gew.-% H oder in der Oxidform 13,45 Gew.-% SiO2, 64,04 Gew.-% UO3, 8,39 Gew.-% CoO, 14,18 Gew.-% H2O.
Insgesamt sieben Mikrosondenanalysen am Typmaterial aus der Shinkolobwe Mine ergaben dagegen eine durchschnittliche Zusammensetzung in der Oxidform von 13,21 Gew.-% SiO2, 66,71 Gew.-% UO3, 6,56 Gew.-% CoO und 12,80 Gew.-% H2O sowie zusätzlich Beimengungen von 0,42 Gew.-% MgO und 0,30 Gew.-% NiO, die das Cobalt in der Formel teilweise ersetzen.
Auf der Basis von 11 Sauerstoffatomen ergibt sich aus den Messungen die idealisierte empirische Oxidformel (Co0,86Mg0,10Ni0,04)O·2UO3·2SiO2·6H2O. Dies entspricht der regulären und vereinfachten Summenformel (Co,Mg)(UO2)2SiO7·6H2O.

## Kristallstruktur
In ihrer 1983 publizierten Erstbeschreibung schlugen M. Deliens und P. Piret die Raumgruppen Aba2 oder Abam vorgeschlagen. Weitere Angaben zur Kristallstruktur waren zunächst nicht möglich. Erst 2006 konnten Karrie-Ann Kubatko und Peter C. Burns durch Einkristalldiffraktometrie die Kristallstruktur einer Oursinit-Probe aus der Shinkolobwe Mine (Kasolo Mine) in der Demokratischen Republik Kongo aufklären. Demnach kristallisiert Oursinit orthorhombisch in der Raumgruppe Cmce (Raumgruppen-Nr. 64) mit den Gitterparametern a = 7,0494 Å, b = 17,550 Å und c = 12,734 Å sowie vier Formeleinheiten pro Elementarzelle.
Die Kristallstruktur von Oursinit entspricht in erster Linie der des Uranophans. Er bildet Schichten von Uranylsilikat, die untereinander durch die Cobalt- (Co2+) bzw. Magnesiumionen (Mg2+) zusammengehalten werden.
Die Uranyleinheiten bilden pentagonale Bipyramiden, deren Spitzen die Sauerstoffatome der UO22+ Gruppe sind. In equatorialer Position befinden sich fünf Sauerstoffatome, die von den Silikatgruppen bereitgestellt werden. In den Silikatgruppen ist das Silicium tetraedrisch von vier Sauerstoffatomen umgeben, von denen drei die Oxidgruppe (O2−) und eines die Hydroxidgruppe (OH−) darstellt, deren Wasserstoffatom eine Wasserstoffbrückenbindung zum gegenüberliegenden Uranyl-Sauerstoffatom ausbildet. Zusätzlich in der Kristallstruktur enthaltene Wassermoleküle verknüpfen durch Wasserstoffbrückenbindung jeweils ein Uranyl-Sauerstoffatom mit einem Silikat-Sauerstoffatom. Eines der beiden Uranyl-Sauerstoffatome bleibt dabei stets frei und wird nicht koordiniert.
Diese Schichten von Uranylsilicat werden nun durch Cobalt- bzw. Magnesiumionen derart zusammengehalten, dass diese die jeweiligen OH−-Gruppen aus zwei gegenüberliegenden Uranylsilicatschichten linear verknüpfen, und sich in ihrer equatorialen Koordinationsebene mit vier Kristallwassermolekülen umgeben, so dass sich für diese eine oktaedrische Koordination ergibt. Als Besonderheit ergibt sich in der Struktur des Oursinits, dass die Struktur zu 80 % Co2+-Ionen und zu 20 % Mg2+-Ionen enthält, und diese beiden Atomsorten statistisch über den gesamten Kristall verteilt sind. Dies hängt damit zusammen, dass die Ionenradien beider Ionen sehr ähnlich sind (Mg2+ 86 pm, Co2+ (high spin) 88,5 pm). Dies ähnelt, in umgekehrter Form, der Struktur des Sklodowskit, dessen Struktur hauptsächlich von Mg2+-Ionen dominiert wird, wobei jedoch die unterschiedliche Anordnung der Silikat-Tetraeder zu einer anderen Anordnung der Schichten führt.
Dies legt nahe, dass diese beiden Strukturen entsprechende Mischkristallserien bilden könnten, was bisher jedoch noch nicht wissenschaftlich verifiziert worden ist.
| Kristallstruktur von Oursinite |
| --- |
| - Uranylsilikatschichten in der Struktur von Oursinit - gleiche Struktur in Richtung der kristallographischen b-Achse - Elementarzelle von Oursinit in Richtung der kristallographischen a-Achse |
| Farblegende: 0 _ U 0 _ O 0 _ Si 0 _ H2O 0 _ H |

## Eigenschaften
Das Mineral ist durch seinen Urangehalt von bis zu 54,61 % radioaktiv. Unter Berücksichtigung der Mengenanteile der radioaktiven Elemente in der idealisierten Summenformel sowie der Folgezerfälle der natürlichen Zerfallsreihen wird für das Mineral eine spezifische Aktivität von etwa 97,747 kBq/g angegeben (zum Vergleich: natürliches Kalium 0,0312 kBq/g). Der zitierte Wert kann je nach Mineralgehalt und Zusammensetzung der Stufen deutlich abweichen, auch sind selektive An- oder Abreicherungen der radioaktiven Zerfallsprodukte möglich und ändern die Aktivität.

## Bildung und Fundorte
Oursinit bildet sich als seltenes Umwandlungsprodukt in der Oxidationszone primärer Uranerzlagerstätten. Als Begleitminerale treten unter anderem Curit, Becquerelit, Bijvoetit, Kasolit, Lepersonnit, Schoepit, Sklodowskit, Soddyit und Torbernit auf.
Bisher ist ausschließlich die Demokratische Republik Kongo als Fundgebiet für Oursinit bekannt. Außer an seiner Typlokalität, der Shinkolobwe Mine in der Provinz Haut-Katanga, trat das Mineral nur noch in der zur Provinz Lualaba gehörenden Musonoi Mine auf (Stand: 2020).

## Vorsichtsmaßnahmen
Aufgrund der Toxizität und der Radioaktivität des Minerals sollten Mineralproben vom Oursinit nur in staub- und strahlungsdichten Behältern, vor allem aber niemals in Wohn-, Schlaf- und Arbeitsräumen aufbewahrt werden. Ebenso sollte eine Aufnahme in den Körper (Inkorporation, Ingestion) auf jeden Fall verhindert und zur Sicherheit direkter Körperkontakt vermieden sowie beim Umgang mit dem Mineral Atemschutzmaske und Handschuhe getragen werden.